# Zentrismus (Marxismus)
Zentrismus bezeichnet eine linkssozialistische Strömung innerhalb der marxistischen Arbeiterbewegung, die zwischen revolutionärer und reformistischer Politik zu vermitteln suchte. Der Begriff bezog sich ursprünglich auf das „marxistische Zentrum“ in der SPD um Karl Kautsky und August Bebel und wird in leninistischer und verwandter Terminologie abwertend verwendet.
Als Zentristen galten ursprünglich die Anhänger der um den sozialdemokratischen Parteitheoretiker Kautsky und die Parteiführung der SPD gebildeten Gruppe. Ihre Position wurde von der Parteilinken um Rosa Luxemburg und den sich formierenden Kommunisten angegriffen. Hauptkritikpunkt waren insbesondere der wachsende Parlamentarismus und die Institutionalisierung der Partei. In der zweiten Massenstreikdebatte 1909/10 kam es zum Bruch zwischen der radikalen Linken und dem marxistischen Zentrum, als sich Kautsky und der Parteivorstand weigerten, das Dreiklassenwahlrecht in Preußen durch Massenaktionen zu Fall zu bringen. Als „Dritter Weg“ war das „Zentrum“ ein Referenzpunkt für den Austromarxismus um Otto Bauer.
Die Erklärung des sechsten Weltkongresses der Kommunistischen Internationale von 1928, Die Generallinie zur Verteidigung des Marxismus-Leninismus gegen den Trotzkismus und Zentrismus, gegen das Spaltertum und Versöhnlertum, nannte den Zentrismus eine „Ideologie der Anpassung, eine Ideologie der  Unterordnung der proletarischen Interessen unter die Interessen des  Kleinbürgertums“. Leo Trotzki wiederum definierte den Zentrismus als „all jene Strömungen im Proletariat und an dessen Peripherie [...], die sich zwischen Reformismus und Marxismus ausbreiten und zumeist verschiedene Entwicklungsetappen auf dem Wege vom Reformismus zum Marxismus und umgekehrt repräsentieren“.
Lenin schrieb im Jahr 1917 über die Zentristen:

„Alle Anhänger des ‚Zentrums‘ beteuern hoch und heilig, sie seien Marxisten, Internationalisten […]. Der Kern der Sache ist, dass das ‚Zentrum‘ von der Notwendigkeit der Revolution gegen die eigenen Regierungen nicht überzeugt ist, sie nicht propagiert, dass es gegen ihn die allerplattesten – und erz-‚marxistisch‘ klingenden – Ausflüchte erfindet. […] Das ‚Zentrum‘ – das sind die Leute der Routine, zerfressen von der faulen Legalität, korrumpiert durch die Atmosphäre des Parlamentarismus usw., Beamte, gewöhnt an warme Pöstchen und an „ruhige“ Arbeit. Historisch und ökonomisch gesehen vertreten sie keine besondere Schicht, sie sind lediglich eine Erscheinung des Übergangs von der hinter uns liegenden Periode von 1871 bis 1914 – einer Periode, die viel Wertvolles geschaffen hat, besonders in der für das Proletariat notwendigen Kunst der langsamen, beharrlichen, systematischen Organisationsarbeit auf breiter und breitester Grundlage.“

Der Begriff wurde in der Folge nicht nur auf Kautsky bezogen, sondern auf weitere konkurrierende kommunistische Richtungen und Organisationen. So nannte Trotzki beispielsweise die Stalinsche Parteiherrschaft einen „bürokratischen Zentrismus“; als Zentristen galten den Anhängern Lenins und des Sowjetkommunismus auch die Internationale Arbeitsgemeinschaft Sozialistischer Parteien, die POUM und die SAP. Im politischen Abgrenzungsdiskurs linker und linksradikaler Gruppen erscheint der Begriff in seiner negativen und polemischen Konnotation bis heute.